# Thomas Kulidakis
Thomas Kulidakis (* 27. března 1981) je český novinář a politický komentátor.

## Život
Vystudoval bakalářský obor politologie a mezinárodní vztahy na Fakultě sociálních věd Univerzity Karlovy. Posléze studoval i na univerzitách v Řecku, a to politologii a také řečtinu. Působil jako korespondent na Balkáně a ve východním Středomoří, pracoval i v Evropské komisi (konkrétně na jejím generálním sekretariátu). Podílel se na několika vědeckých projektech Univerzity Karlovy a několik publikací zveřejnil v odborném tisku. V Českém rozhlasu působil do roku 2021 jako komentátor stanice Plus a spolupracovník v Řecku. Pracoval také v deníku Právo. V letech 2021 až 2023 působil na Novinkách.cz. V listopadu 2023 se stal (spolu s Martinem Schmarzem) prvním komentátorem CNN Prima News. Dění příležitostně komentuje i v jiných médiích.